# Kačići
Kačići (lat. Chacichorum, genere Chacittorum, generatione Cacich, genus Chacittorum, nobiles de Cacich), hrvatski plemićki rod, jedno od hrvatskih plemena nastanjenih u 12. stoljeću u gradu Omišu (Almissa). Vladali su područjem Omiškog kneštva kao svojevrsni nasljednici drevnih Neretvanaca od kojih su baštinili sklonost gusarenju.

## Podrijetlo
Povijesni izvori raspoznaju plemenite Kačiće na prostoru Lučke županije u zadarsko-biogradskom zaleđu i omiške knezove. Omiški su Kačići navodno došli s područja između Zrmanje i Krke na omiško primorje negdje u 12. stoljeću, gdje ih je po svoj prilici naselio kralj Petar Krešimir IV.
Spominju se u Supetarskom kartularu kao jedan od šest rodova iz kojeg su birani banovi, a koji su birali kralja ako umre bez nasljednika. Također, u istom kartularu spominje se neki ban iz roda Kačića koji je tu dužnost obnašao u drugoj polovici 11. stoljeća. Kačići se također ubrajaju među dvanaest istaknutih hrvatskih rodova koji su, prema sadržaju Pacte convente, usuglasili sporazum s ugarskim kraljem Kolomanom 1102. godine.

## Omiški knezovi
Kačići su bili poznati po gusarstvu, a bili su toliko smioni da su se s brodovima zalijetali sve do Boke kotorske i Italije. Godine 1167. Kotorani su morali s njima potpisati ugovor da će im plaćati danak za slobodnu plovidbu. Nešto kasnije, 1190. godine pogodila je slična sudbina i Dubrovnik koji pristaje plaćati godišnji danak da njihovi trgovački brodovi ne bi bili pljačkani.
U 13. stoljeću Mlečani su zaposjeli Zadar i Dubrovnik, no to Kačiće nije spriječilo da nastave gusarsku aktivnost i nad njihovim brodicama, pače su se zalijetali i na talijansku obalu Jadrana. Ove pljačke počele su ljutiti sve njihove susjede, pa i samog papu Honorija III (1216. – 1227.) koji se za pomoć obratio hrvatsko-ugarskom kralju Andriji II. te gradovima Splitu i Dubrovniku. Kačići su napadali čak i brodove koji su prevozili križare prema Palestini i nazad se vraćali s opljačkanim blagom.
U 13. stoljeću su se toliko osilili da su napadali sva plovila u akvatoriju koji su nadzirali što je naposljetku izazvalo oštre reakcije susjeda. Godine 1235. napali su ih brodovljem Dubrovčani i prisilili ih na sklapanje ugovora. Međutim, Kačići nisu poštivali ugovor pa su Dubrovčani 1245. opet intervenirali. Do sukoba nije došlo, jer su Kačići obećali da neće napadati dubrovačke brodove od Molunta do Stona i da će im nadoknaditi odštetu.
Godine 1259. Splićani su sklopili savez s Trogirom i banom Butkom protiv Kačića. Međutim, ovaj sukob za Omišane nije bio toliko težak kao onaj iz 1240. kada su Splićani gotovo do temelja uništili omiško brodovlje. Kačići su se i ovoga puta oporavili i ponovno nastavili pljačkati po Jadranu, čak do Apulije što je izazvalo napuljskog kralja. Zbog toga dolazi ponovno do akcije koju poduzima 1274. kralj Karlo Napuljski i gradovi Split i Šibenik. Kačići su sada prisiljeni sklopiti savez s Mlečanima. Dana 25. kolovoza 1274. potpisali su knezovi Radoš i Bogdan iz roda Kačića mirovni ugovor s Mletcima u Zadru.
Od sredine 13. stoljeća Neretvanska kneževina polako nestaje pod pritiskom okolnih snaga. Prvo se iz sastava kneževine izdvojila Korčula, a 1278. godine Hvar i Brač su prihvatili vlast Mletačke Republike. Nakon toga Mlečani su zaratili s Omišanima i konačno, 1280. godine uspjeli zauzeti sam Omiš. Kačići su ipak brzo došli k sebi i počeli nasrtati na mletačke galije i sam Omiš želeći osloboditi svoj grad. Njihovi susjedi pokušavaju se još jednom udružiti protiv ove prijetnje, pa 1286. – 1287. Mlečani angažiraju Dubrovčane i Bribirce da im pomognu u borbi protiv Kačića. godine 1287. Pavao I. Bribirski zavladao je Omišem i čitavim njegovim područjem. Kačići sada na tri godine sklapaju (1290.) mir s Venecijom, ali i dalje ne odustaju od pljački. Mlečanima su dojadila ova gusarenja i na koncu su prisiljeni 1323. predati Trogir i Šibenik, a nešto kasnije i sam Split.

## Kačići u Makarskom primorju
Poslije pada središta njihove vlasti, grada Omiša, 1280. godine, Kačići ne igraju važnu ulogu u hrvatskoj povijesti. U 15. stoljeću javljaju se u izvorima na prostoru Makarskog primorja. Godine 1417. bosanski kralj Ostoja prava Kačića na Makar, Drvenik, Pasičinu, Miluse i Lapčanj (Gradac), koja su im prethodno potvrdili bosanski ban Stjepan II. i kralj Tvrtko I.
U srpnju 1452. pripadnik roda Grubiša odlazi u Veneciju gdje dobiva od mletačke vlade potvrdu starih prava i običaja, oprost od nasilja i pljačke, pravo na podizanje utvrde u Makaru i osnivanje luke za izvoz robe i obvezu plaćanja poreza i vojnog sudjelovanja o svom trošku na području između Neretve i Cetine. U studenom iste godine Mlečani im dopuštaju izbor vlastitog kneza.
Godine 1499. Kačići i područje Krajine padaju pod tursku vlast. U to vrijeme starješina Kačića je knez Juraj Marković kod kojega je splitski plemić Dmine Papalić pronašao hrvatsku redakciju Ljetopisa popa Dukljanina.
Za turske uprave Primorjem, Kačići se rijetko spominju, no iz izvora je vidljivo da zadržavaju mjesna kneštva. Od početka 17. stoljeća opet se pojavljuju kontinuirano u izvorima, ali tada su već razgranati na niz ogranaka koji su potekli od primorskih knezova. Nakon toga spominje se u Makarskoj Radoš Kačić Jurčević 1650., te je prezime Jurčević i službeno priznato od strane Hrvatskog plemićkog društva kao plemićko prezime, naslijeđeno od Kačića, a i grb Jurčevića je vrlo sličan grbu Kačića. Hrvatski književnik Andrija Kačić Miošić u svojem djelu Razgovor ugodni naroda slovinskoga spominje podjelu Kačića na potomke, od prvog sina Jure nazvaše se Jurčević, od drugih sinova i rođaka nazvaše se Pekići, Peko, Viskići, Andrijaševići, Bartulovići, Stipići, Alesići, Miošići. Kačićeve rodove navodi i Vjekoslav Klaić u knjizi "Hrvatska plemena od XII. do XVI. stoljeća", tiskanoj u Zagrebu 1897. složenih abecenim redom.
Kačići, gledano po njihovoj naravi i kulturi, nevjerojatno su slični starim Neretvanima iz 9. i 10. stoljeća, jednima od najpoznatijih jadranskih gusara. Uspjehu Kačića na moru puno je pridonijela brodica nazvana strijela. (Vidi)

## Kačići u zadarsko-biogradskom zaleđu
U 12. i 13. stoljeću pripadnici roda imali su posjede u zadarskom zaleđu, na širem prostoru Tinja, Nadina, Kačine Gorice, te vjerojatno u Kokičanima i Kamenjanima. Neki članovi roda živjeli su i u Blaćanima, Zadru, Ninu i Pagu. Kačići se spominju zadnji puta u Zadru 1527. godine, a u zadarskoj okolici 1492. godine.

## Kačići u Ugarskoj
Postoji još jedan ogranak Kačića koji je davno otišao u Ugarsku, mađarski izvori taj ogranak obitelji zovu Kacsics.Ta obitelj se odselila u grad Szecseny kraj rijeke Ipel na sjeveru današnje Mađarske, obitelj je dobila plemićki status, te čak i imala jednog slavonskog bana Mihovila Kačića, te hrvatsko-slavonsko-dalmatinskog bana Šimuna Kačića, od ove obitelji su poslije nastale mnoge ugarske plemićke obitelji, a najpoznatije su Szecseny, Gereb od Vingarta, Farkaš, Liberscei, Hollokoi.

## Poznati Kačići
- Brečko Kačić (12. stoljeće) – bračko-hvarski knez
- Nikola Kačić (12. stoljeće) – omiški knez
- Sebena Kačić (12./13. stoljeće) – omiški knez
- Miroslav Kačić (13. stoljeće) – omiški knez
- Malduč Kačić (13. stoljeće) – omiški knez
- Bartul Kačić Žarković (1572. – 1645.) – makarski biskup (1615. – 1645.)
- Petar Kačić Šiljić (1605. – 1660.) – makarski biskup (1646. – 1660.)
- Antun Kačić (1686. – 1745.) – trogirski biskup (1722. – 1730.) i splitski nadbiskup i metropolit (1730. – 1745.)
- Andrija Kačić Miošić (1704. – 1760.) – franjevac i književnik
- Pavao Klement Miošić (1786. – 1837.) – splitsko-makarski biskup (1829. – 1837.)
- Miro Kačić (1946. – 2001.) – hrvatski jezikoslovac, matematički jezikoslovac, romanist i kroatist
- Hrvoje Kačić (r. 1932.) – sveučilišni profesor i odvjetnik i vaterpolist
- Zoran Kačić (r. 1953.) – diplomirani inženjer elektrotehnike i vaterpolist